# Стоян Кръстич
Стоян С. Кръстич (на сръбски: Стојан Крстић или Stojan Krstić) е македонски сърбоманин, деец на Сръбската пропаганда в Македония, депутат в Кралство Югославия.

## Биография
Стоян Кръстич (Кръстев) е роден в 1890 година в стружкото село Подгорци, тогава в Османската империя в семейството на поп Стоян Кръстев от Лабунища.
След като Вардарска Македония попада в Сърбия, Кръстич е избиран за депутат и сенатор.
Умира след 1939 година.